# Streaming (Pädagogik)
Mit Streaming bezeichnet man in der Pädagogik die Anwendung unterschiedlicher Unterrichtsmethoden und den Einsatz verschiedener Aufgabenstellungen für Gruppen unterschiedlicher Leistungsstärke. Im Unterschied zur Binnendifferenzierung, die zumindest in der Theorie eine Differenzierung für jeden einzelnen Schüler möglich macht, richtet sich Streaming an Gruppen innerhalb der Gesamtgruppe.